# Бастиано де Роси
Бастиано де Роси „Инфериньо“ (на италиански: Bastiano de' Rossi, „l'Inferrigno“; * 16 век в Сан Кашано ин Вал ди Пеза, Тоскана; † 17 век във Флоренция) е италиански литерат и лексикограф.
Роси е приятел на хуманиста Леонардо Салвиати (1540 – 1589) и съосновател на Академия дела Круска във Флоренция през 1585 г. като научно общество за подпомагане на италианския език.
Той има спорове с Торквато Тасо. Бастиано е автор на стихотворения и на „Писмо до Фламино Мануели, в което той обсъжда диалога на Торквато Тасо, описание на апарата и интермедиите, направени за комедията, представена във Флоренция на сватбата на най-светлия дон Фердинандо де Медичи и мадам Кристина Лотарингска (на итал. Lettera a Flamino Manuelli nella quale si ragiona del Dialogo di Torquato Tasso, Descrizione dell'apparato e degli intermedi fatti per la commedia rappresentata in Firenze, nelle nozze de' Serenissimi Don Ferdinando Medici e di Madama Cristina di Loreno) (Флоренция 1585). Той е първият автор на първия италиански речник „Vocabolario della Crusca“ (1612 – 1623).
Бастиано също е учител по италиански на Лудвиг I фон Анхалт-Кьотен, когото въвежда като първия германец в академията. През 1617 г. Лудвиг съосновава във Ваймар литературното общество „Fruchtbringende Gesellschaft“ по пример на „Академия дела Круска“.

## Творби
- Prose, nelle prose fiorentine, tra cui una Cicalata in lode del vino;
- Preliminari alla stacciata prima degli Accademici della Crusca (Firenze 1584);
- Della Gerusalemme del Tasso;
- Apparato e intermedi per la commedia rappresentata in Firenze nelle nozze di Cesare D'Este e di Virginia de' Medici (Firenze 1585);
- Apparato e intermedi per la commedia rappresentata in Firenze nelle nozze di don Ferdinando de' Medici e Madama Cristina di Lorena (ivi 1589).